# Lisa Kelly (camionera del hielo)
Lisa Kelly (Grand Rapids, 8 de diciembre de 1980) es una camionera estadounidense que aparece en la serie de televisión Ice Road Truckers de History Channel. Cada semana, el documental sigue a varios conductores de camiones que hacen su camino a lo largo de la helada carretera de Alaska. Kelly destacó por ser la única mujer camionera que participa en la serie, hasta que Maya Sieber apareciera en la temporada 5. Originaria de Míchigan, actualmente reside en Wasilla, Alaska.

## Primeros años
Kelly nació el 8 de diciembre de 1980, en Grand Rapids, Míchigan. Su familia se trasladó a una mini granja en Sterling, Alaska, cuando ella tenía seis años de edad. Posteriormente regresó a Grand Rapids, Míchigan para asistir a la Universidad Cornerstone por un semestre, antes de decidir que no era para ella.

## Carrera
Antes de su nombramiento como camionera, Kelly trabajó como conductora de autobús escolar y piloto de motocross. También trabajó en estaciones de servicio y una empresa de pizzas. Después de estos empleos, decidió aprender para camionera y consiguió un trabajo de conducción en Carlile Transportation, una empresa de transporte de Alaska. En el programa de televisión destacó por su eficiencia, por lo que fue seleccionada para transportar cargas en los Himalayas, en las carreteras más peligrosas de Alaska y en La Cordillera de los Andes, para el programa Rutas Mortales.

## Vida personal
En 2008, Lisa se casó con su actual marido, Traves, después de una relación de cuatro años. Lisa es propietaria de un caballo en miniatura, llamado Rocky, y de un gato llamado Tanzi. Durante el rodaje de Rutas mortales, en el Himalaya,  rescató a un cachorro llamado Rampur Jackson.